# Františkovy Lázně-Aquaforum
Františkovy Lázně-Aquaforum, dříve nesprávně označena jako Františkovy Lázně - zastávka Aquaforum, je železniční zastávka, nacházející se blízko vodního parku Aquaforum ve Františkových Lázních. Zastávka leží na trati Cheb–Hranice v Čechách, v jízdním řádu pro cestující označená číslem 148. Provoz zde byl zahájen 1. srpna 2007, slavností otevření proběhlo 14. září téhož roku.

## Popis zastávky
Zastávka má kovový přístřešek se skleněnými výplněmi a 5 plastovými sedátky. Dále je vybavena osvětlením, lavičkami a odpadkovým košem a hmatovými úpravami pro nevidomé (ovšem v nesprávném provedení), pro přístup vede k zastávce velký široký bezbariérový chodník.